# Callicista
Callicista is een geslacht van vlinders van de familie Lycaenidae, uit de onderfamilie Theclinae.

## Soorten
- C. columella (Fabricius, 1793)
- C. sanguinalis (Burmeister, 1878)
- C. tucumana (Druce, 1907)